# 馬撒利特大屠殺
馬撒利特大屠殺是2023年4月至今蘇丹內戰爆發以來，快速支援部隊與金戈威德民兵在西达尔富尔州對當地馬撒利特平民的屠殺，包括2023年5月27日至28日的米斯特雷屠殺、2023年11月8日的阿爾達馬塔屠殺與2023年4月爆發的朱奈納戰役。經濟學人、非政府組織種族滅絕觀察、美國蘇丹議題學者埃里克-里夫斯與西达尔富尔州州长哈米斯·阿巴卡尔皆把這些屠殺稱為種族滅絕。

## 經過
2023年5月27日至28日，金戈威德民兵襲擊西達佛州的城鎮米斯特雷，殺害97名馬撒利特人，將其屍體埋葬於亂葬崗中。大量當地人逃亡至鄰國查德。
朱奈納戰役結束後，朱奈納出現了超過1000具屍體的亂葬崗。據當地生還者描述，屠殺是有組織地進行，且是專門針對馬撒利特人與達佛地區其他膚色較深的民族，避開蘇丹阿拉伯人。快速支援部隊否認其參與屠殺，將其描述為當地部落衝突，當地阿拉伯部落首領也否認參與種族滅絕，並指衝突是由馬撒利特人挑起。
2023年11月8日，快速支援部隊與金戈威德民兵在西達佛州阿爾達馬塔屠殺800至2000名平民，約2萬人逃亡至查德，多數受害者皆為馬撒利特人。

## 反应
时任西达尔富尔州州长的哈米斯·阿巴卡尔谴责这些杀戮是“种族灭绝”。不久之后，他于2023年6月14日因这一言论被快速支援部队武装分子处决。
截至2023年8月，越来越多的证据表明，快速支援部队正在达尔富尔发起基于种族的系统性清洗。美国大屠杀纪念博物馆发出警告，称屠杀可能升级为全面种族灭绝。2023年11月10日，联合国高级专员菲利普·格兰迪将正在发生的暴力事件与美国承认的达尔富尔种族灭绝相提并论。据估计，2003年至2005年间，达尔富尔种族灭绝事件造成30万人丧生。格兰迪警告说“类似的情况可能正在发生。”
10月，种族灭绝观察组织发布有关苏丹局势的警告，明确将快速支援部队对马萨利特人的屠杀定性为种族灭绝。专门研究苏丹人权记录的美国学者埃里克·里夫斯和《经济学人》也持有这种看法。
欧盟外交与安全政策高级代表何塞普·博雷利对阿尔达玛塔惨案发生并造成1000多人死亡表示强烈谴责。他紧急呼吁国际社会立即采取行动，避免该地区可能发生的“种族灭绝”。
英国政府、目击者和其他观察员将该地区的暴力事件描述为种族清洗甚至是种族灭绝，主要受害者是马撒利特人等非阿拉伯群体。西达尔富尔州难民事务助理专员穆吉贝拉赫曼·亚古布称此次暴力事件比2003年达尔富尔战争和1994年卢旺达种族灭绝更为严重。美国政府谴责这些暴行，国务卿安东尼·布林肯称其为种族灭绝，并对快速支援部队领导人穆罕默德·哈姆丹·达加洛因涉嫌参与该行动而实施制裁。

### 国际法院案件
2025年3月5日，苏丹政府向国际法院起诉阿拉伯联合酋长国。阿联酋被指控违反《防止及惩治灭绝种族罪公约》，并参与了快速安全部队犯下的强奸、强迫流离失所和其他暴行。苏丹指责阿联酋向快速支援部队提供政治、军事和财政支持，使快速支援部队能够对马撒利特社区发动袭击（被称为种族灭绝），并要求法庭指示临时措施，禁止阿联酋向民兵组织提供武器。阿联酋在一份官方声明中驳斥了这一案件，称其为“一次玩世不恭的宣传噱头”。5月5日，国际法院裁定“鉴于阿联酋对《防止及惩治灭绝种族罪公约》第九条的保留，该条款表面上不能构成法院管辖本案的依据。因此，法院缺乏受理苏丹申请的表面上管辖权，因此无法指示为保护苏丹申请中所援引的权利而请求的临时措施”，下令将本案驳回。